# Avengers Initiative
Avengers Initiative es un videojuego de acción-aventura desarrollado por Marvel Apps y  Wideload Games, y publicado por Marvel Entertainment para Android e iOS. Fue lanzado el 5 de septiembre de 2012 para Android y para iOS el 6 de septiembre de 2012.

## Trama
A raíz del misterioso fenómeno cósmico conocido como "El Pulso", el sabotaje dentro de La instalación de máxima seguridad de S.H.I.E.L.D., The Vault, hace que numerosos monstruos y villanos escapen. En respuesta a esta crisis, Nick Fury llama a los Vengadores y los envía en misiones individuales para restaurar el orden.

## Jugabilidad
Los jugadores luchan contra una serie de enemigos cada vez más feroces que van desde guerreros escrutadores hasta súper villanos. Usarán deslizamientos de dedos para atacar, así como para esquivar, bloquear y parar los golpes recibidos. Una vez que se esquiva o bloquea una serie de golpes, Hulk ataca. Ganar batallas les da a los jugadores la oportunidad de explorar su entorno, donde pueden encontrar ISO-8 (la moneda del juego), que pueden gastar para mejorar sus poderes o comprar nuevos atuendos.

## Personajes

### Destacados
- Avengers
  - Capitán America (Steve Rogers)
  - Iron Man (Tony Stark)
  - Thor (cameo)
  - Hulk (Bruce Banner)

### Secundarios
- S.H.I.E.L.D.
  - Coronel Nick Fury
  - Maria Hill
  - Hawkeye (Clint Barton)
  - Mockingbird (Bobbi Morse)

### Antagonistas
- Abomination (Emil Blonski)
- Wendigo (Paul Cartier)
- Skrulls
- Zzzax
- Kronianos
- Hydra
  - Red Skull (Johann Schmidt)
  - Taskmaster (Tony Masters)
- Loki

### Otros
- Black Widow (Natasha Romanoff) (cameo)
- Crimson Dynamo (Boris Turgenov) (cameo)
- Doctor Strange (Stephen Strange) (cameo)
- Fixer (Norbert Ebersol) (cameo)
- M.O.D.O.K. (George Tarleton) (cameo)
- Wrecking Crew (cameo)

### Razas y especies
- Humanos
- Asgardianos
- Gigantes de Hielo
- Skrulls
- Kronianos

## Localizaciones
- Tierra-12131
  - Vault

## Ítems
- Isótopo-8
- Iron Man Armor Model 13

## Recepción
Avengers Initiative recibió críticas "generalmente favorables" según el sitio web agregador de reseñas Metacritic.
Andrew Nesvadba de AppSpy dijo que "puede tomar sus apuntes directamente de Infinity Blade, pero si esto es solo el comienzo, podemos esperar muchos momentos divertidos por delante".
Slide to Play dijo que "toma una fórmula de jugabilidad probada y la hace aún mejor con personajes interesantes y componentes más adictivos. A pesar de las influencias obvias, se mantiene muy bien por sí sola".
Tommaso Pugliese de Multiplayer.it dijo que el juego está "repleto de algunos gráficos asombrosos y una jugabilidad sólida", y que "Avengers Initiative es una compra obligada para todos los fanáticos de Marvel".
Justin Davis de IGN dijo que era "el mejor juego de lucha con pantalla táctil lanzado ese año".
Ghigghi de SpazioGames dijo que "el primer capítulo de Avengers Initiative es un buen beat 'em up de acción en las venas de Infinity Blade, pero el carisma de Hulk lucha por emerger".
TouchGen dijo "oye, no es original, pero está lo suficientemente bien ejecutado como para que sigas atacando... si sabes a lo que me refiero".
Eric Ford de TouchArcade dijo que "por supuesto, Initiative es un clon de Infinity Blade perfectamente capaz para las personas que son fanáticas del universo Marvel. Sin embargo, para todos los demás, realmente no hay nada aquí desde una perspectiva de jugabilidad que no se haya visto antes o implementado mejor " .